# Gettysburg (Schiff, 1991)
Die USS Gettysburg ist ein Kriegsschiff, das seit 1991 im Dienst der United States Navy steht. Der Lenkwaffenkreuzer gehört der Ticonderoga-Klasse an und trägt die Schiffskennung CG-64.

## Geschichte

### Bau
Die Gettysburg wurde 1986 bei Bath Iron Works in Auftrag gegeben und 1988 dort auf Kiel gelegt. Der Stapellauf fand nach einer Bauzeit von elf Monaten statt, das Schiff wurde nach der Schlacht von Gettysburg benannt.

### Einsätze
Der erste Einsatz der in der Naval Base Mayport beheimateten USS Gettysburg fand 1992 als Geleitschutz für den Flugzeugträger John F. Kennedy im Mittelmeer statt. 1993 wurde der Kreuzer in der Operation Support Democracy vor Haiti eingesetzt. Nach nur zwei Wochen wurde das Schiff allerdings abgelöst. Der nächste reguläre Einsatz begann im Juni 1994, die Gettysburg verlegte in die Ostsee zu der Übung BALTOPS. Mit der Fregatte Halyburton besuchte die Gettysburg vom 9. bis 14. November 1994 zwei Häfen (u. a. Kapstadt) in Südafrika. Dies war der erste Freundschaftsbesuch von US-Schiffen in Südafrika seit Februar 1967. Am 30. November wurde den beiden Schiffen befohlen, am Horn von Afrika der Achille Lauro zu helfen, einem in Brand geratenen Kreuzfahrtschiff. Der ausgebrannte Rumpf des Schiffes sank am 2. Dezember. Die Gettysburg versorgte die auf einen Tanker evakuierten Passagiere mit Nahrung und medizinischen Hilfsmitteln.
1996 war die Gettysburg unterwegs mit der Kampfgruppe um die Enterprise und nahm an der Operation Desert Strike teil. Zwei Jahre später, wiederum als Bewachung für die Enterprise, nahm die Gettysburg aktiv an Operation Desert Fox teil. Später im Jahr standen außerdem noch Missionen im Rahmen der Operation Deliberate Force vor dem Kosovo an.
Anfang 2001 fuhr der Kreuzer wiederum mit der USS Enterprise und führte Übungen und Hafenbesuche im Atlantik durch. Kurz vor Beginn der Operation Enduring Freedom erreichte die USS Gettysburg ihren Heimathafen. 2004 operierte die USS Gettysburg während der Übung Summer Pulse mit sieben Trägerkampfgruppen im Atlantik.
2007 verlegte die Gettysburg dann mit vier Zerstörern der Arleigh-Burke-Klasse und dem U-Boot Philadelphia als Geleitschutz des Trägers Enterprise im Rahmen des Anti-Terror-Kampfes. 2008 nahm der Kreuzer an der Übung BALTOPS in der Ostsee und anschließend an den Feierlichkeiten der Kieler Woche teil. 2009 verlegte die Gettysburg an der Seite der Dwight D. Eisenhower in den Indischen Ozean, um dort somalische Piraten zu bekämpfen. Im Mai 2011 fuhr der Kreuzer an der Seite der George H. W. Bush in arabische und europäische Gewässer.
Nach einer Generalüberholung (Service Life Extension) von 2015 bis 2023 im Rahmen des von Problemen gekennzeichneten Phased Modernization Program verlegte die Gettysburg im September 2024 an der Seite der Harry S. Truman in arabische und europäische Gewässer.:21–22
Beim Einsatz gegen die Huthi-Miliz schoss die USS Gettysburg am 21. Dezember 2024 eine F/A-18 Hornet der Harry S. Truman vor der Küste des Jemen mit einer Rakete durch „friendly fire“ ab. Beide Piloten wurden gerettet. Einer trug leichte Verletzungen davon. Beim Einsatz der US-Truppen schoss man mehrere Huthi-Drohnen und einen Marschflugkörper über dem Roten Meer ab.

## Trivia
In dem Thriller-Roman Im Zeichen des Drachen des US-amerikanischen Schriftstellers Tom Clancy spielt die Gettysburg eine entscheidende Rolle, als sie dank eines experimentellen Softwareupgrades in der Lage ist, eine von der Volksrepublik China auf Washington, D.C. abgefeuerte CSS-4-ICBM mit nuklearem Sprengkopf kurz vor deren Einschlag mit ihren Flugabwehrraketen abzuschießen.